# Municipio de Valley Spring
El municipio de Valley Spring (en inglés: Valley Spring Township) es un municipio ubicado en el condado de Stutsman en el estado estadounidense de Dakota del Norte. En el año 2010 tenía una población de 19 habitantes y una densidad poblacional de 0,2 personas por km².

## Geografía
El municipio de Valley Spring se encuentra ubicado en las coordenadas 47°1′24″N 99°8′35″O / 47.02333, -99.14306. Según la Oficina del Censo de los Estados Unidos, el municipio tiene una superficie total de 93.28 km², de la cual 87,54 km² corresponden a tierra firme y (6,15 %) 5,74 km² es agua.

## Demografía
Según el censo de 2010, había 19 personas residiendo en el municipio de Valley Spring. La densidad de población era de 0,2 hab./km². De los 19 habitantes, el municipio de Valley Spring estaba compuesto por el 100 % blancos. Del total de la población el 0 % eran hispanos o latinos de cualquier raza.